# Храми Стрия
Хра́ми Стрия — культові споруди міста, християнські святині, що відносяться до різних єпархій, та розташовані в різних частинах міста. Називаються вони по-різному: церкви, костели, синагоги, доми молитви.

## Перелік діючих храмів
Свято-Воскресенський храм
м. Стрий  (Українська Православна Церква )
| Назва                                                         | Розташування                                                                                         | Фото | Опис |
| Катедральний храм Успіння Пресвятої Богородиці (УГКЦ)         | вул. Успенська, 1649°15′14″ пн. ш. 23°51′15″ сх. д. / 49.25389° пн. ш. 23.85417° сх. д.              |      | Стрийська міська церква Різдва Пресвятої Богородиці (горішня) станом на 1773 рік, була великою, хрещатою в плані будівлею, з мальованим іконостасом, кам'яною підлогою, 13 заґратованими вікнами, але дуже збіднілою, втратила велику кількість парафіян і джерело своїх прибутків — крамниці та землю. Церква Успіння Пречистої Діви Марії була дерев'яною, старою, дуже малою, у 1785 році перебувала в аварійному стані і валилася. Через небезпеку завалення міщани були змушені ходити на богослужіння на передмістя Лани до церкви Благовіщення, що викликало незручності й невдоволення громади. Прийшовши до влади в Галичині Австрійський уряд проводить церковну реформу. Австрійська реформа ліквідовує дві українські церкви Стрия — Різдва Пресвятої Богородиці і Успіння Пресвятої Богородиці та у 1785 році взамін віддає українській громаді будівлю костелу св. Марії Магдалини по ліквідованому монастирі оо. францисканців. У 1886 році церква Успіння чудом вціліла під час великої пожежі у Стрию. У храмі міститься Чудотворна Ліська ікона. |
| Церква Благовіщення Пречистої Діви Марії (УГКЦ)               | вул. Богдана Хмельницького, 7849°15′44″ пн. ш. 23°51′43″ сх. д. / 49.26222° пн. ш. 23.86194° сх. д.  |      | Рішення про будівництво мурованої церкви у 1869 році було озвучене о. Іваном Білявським. Зведення фундаменту церкви почали навесні 1870 року, але роботи були призупинені через смерть о. Івана Білявського. Посвячення новозбудованої церкви запланували провести 8 листопада 1887 року. |
| Храм Святих Апостолів Петра і Павла (УГКЦ)                    | вул. Дмитра Вітовського, 5849°15′35″ пн. ш. 23°49′51″ сх. д. / 49.25972° пн. ш. 23.83083° сх. д.     |      | Храм святих апостолів Петра і Павла знаходиться в мікрорайоні Новий Світ у м. Стрию. Парафію було засновано у 1991 році, а у квітні 1992 року було освячено наріжний камінь і закладено фундамент під будівництво храму. Автор проекту — Микола Прокопович. Висота однієї з найбільших церков Галичини сягає 35 м, довжина — 47 м, ширина — 42 м. Храм не має бань, є шатровим, що характерно для дерев'яної бойківської архітектури. Деякі елементи зовнішніх форм храму, зокрема багато її завершень на зразок Софії Київської, притаманні візантійській архітектурі. Храм освячений 12 липня 2006 року Преосвященним владикою Юліяном (Ґбуром). |
| Церква всіх святих українського народу (УГКЦ)                 | вул. Виговського, 849°14′47″ пн. ш. 23°50′1″ сх. д. / 49.24639° пн. ш. 23.83361° сх. д.              |      | Будівництво храму Всіх Святих Українського Народу в м. Стрий розпочалося в 2002 році. 13 червня 2002 року на свято Вознесіння Господнього Владика Юліян (Ґбур), єпархіальний єпископ Стрийської єпархії, освятив і заклав наріжний камінь у фундамент нового храму. 2 травня 2003 року розпочалося зведення стін храму Всіх Святих Українського Народу. 14 грудня 2005 року було посвячено і встановлено чотири куполи для храму. Згодом, 28 грудня 2005 року Владика Юліян (Ґбур) у співслужінні із священиками деканату міста Стрий провів Чин освячення хрестів храму Всіх Святих Українського Народу. Рівно через рік, 28 грудня 2006 року встановлено останній, п'ятий купол на храмі. |
| Церква святого Володимира і Ольги (УГКЦ)                      | вул. Коссака, 7а49°16′13″ пн. ш. 23°51′52″ сх. д. / 49.27028° пн. ш. 23.86444° сх. д.                |      | Будівництво церкви знаходиться на завершальному етапі. |
| Храм блаженного священомученика Йосафата Коциловського (УГКЦ) | вул. Львівська, 156 49°16′21″ пн. ш. 23°52′17″ сх. д. / 49.27250° пн. ш. 23.87139° сх. д.            |      | У храмі знаходяться мощі блаженного священномученика Йосафата Коциловського. Діяла тимчасова капличка, яка згоріла у січні 2021 року. Триває будівництво храму. |
| Церква Миколая Чарнецького (УГКЦ)                             | вул. Добрівлянська 49°16′25″ пн. ш. 23°51′0″ сх. д. / 49.27361° пн. ш. 23.85000° сх. д.              |      | Парафія Блаженного священномученика Миколая Чарнецького діє у Стрию з 2004 року. Вірні моляться у старенькій дерев'яній церкві, привезеній сюди з с. Колодниця Стрийського району. Поблизу розпочате будівництво нового храму. У храмі, для постійного почитання, знаходиться часточка мощей блаженного Миколая Чарнецького. |
| Кафедральний собор святого Якова (УГКЦ)                       | вул. Шевченка 49°15′39″ пн. ш. 23°51′14″ сх. д. / 49.26083° пн. ш. 23.85389° сх. д.                  |      | Наразі діє лише каплиця храму. Після побудови храм стане головним храмом УГКЦ в місті. Святий Яків — покровитель міста. |
| Церква Архістратига Михаїла (ПЦУ)                             | вул. С. Крушельницької, 21 49°15′23″ пн. ш. 23°50′33″ сх. д. / 49.25639° пн. ш. 23.84250° сх. д.     |      | У 1907 році архієпископ Юзеф Більчевський освятив наріжний камінь під будівництво костелу Святого Йосифа сестер-серафіток римо-католицького обряду, які розпочали свою діяльність у Стрию у 1897 році. Основне будівництво велося впродовж 1910—1912 років. При костелі споруджено для законниць, що служили при ньому (тепер це будівля Стрийської ЗОШ І-ІІІ ст. № 8). Костел закритий у 1945 році. За радянських часів тут спочатку був склад металу, пізніше меблів, цукру та інших товарів. Всі церковні цінності були розкрадені. На початку 1990-х років частина стриян з о. Михайлом Будником створила окрему православну парафію у приміщенні костелу Святого Йосифа. Парафія зробила ремонт церкви та встановила іконостас. У 1999 році громада зареєструвалася як парафія православної церкви Київського патріархату. |
| Храм Св. Івана Хрестителя (ПЦУ)                               | вул. Степана Ленкавського, 5 49°16′27″ пн. ш. 23°51′49″ сх. д. / 49.27417° пн. ш. 23.86361° сх. д.   |      | |
| Костел Різдва Пресвятої Богородиці (РКЦ)                      | вул. 22 січня 49°15′23″ пн. ш. 23°51′05″ сх. д. / 49.25639° пн. ш. 23.85139° сх. д.                  |      | Костел Різдва Пресвятої Богородиці — культова споруда, діючий храм Римсько-Католицької Церкви в Україні в м. Стрий Львівської області. З 8 вересня 1995 року Санктуарій Матері Божої Покровительки Людських Надій. |
| Церква Євангельських Християн Баптистів                       | вул. Богдана Хмельницького, 20 49°15′31″ пн. ш. 23°51′28″ сх. д. / 49.25861° пн. ш. 23.85778° сх. д. |      | Колишня Лютеранська кірха. |
| Зал Царства свідків Єгови                                     | вул. Добрівлянська, 74 49°16′38″ пн. ш. 23°51′11″ сх. д. / 49.27722° пн. ш. 23.85306° сх. д.         |      | |

## Недіючі храми
- Стрийська синагога